# Maurice Cheeks
Maurice Edward «Mo» Cheeks (Chicago, Illinois, 8 de septiembre de 1956) es un exjugador y entrenador de baloncesto estadounidense que disputó 15 temporadas en la NBA. Con 1,86 metros de estatura, jugaba en el puesto de base. Actualmente es entrenador asistente de los New York Knicks.

## Trayectoria deportiva

### Universidad
Cheeks asistió a la Universidad West Texas A&M entre 1975 y 1978, y en esas cuatro temporadas con los Buffaloes promedió 11,6 puntos y 6,4 asistencias por partido.

### Profesional
Fue elegido en la segunda ronda del Draft de la NBA de 1978, en el puesto 14 (36.º total) por los Philadelphia 76ers, donde permaneció durante 11 temporadas, ayudando al equipo a alcanzar las Finales de la NBA en 3 ocasiones (1980, 1982 y 1983, ganando el anillo de campeón ese último año. Fue titular indiscutible durante todo ese periodo, con promedios que rondaron los 14 puntos y 8 asistencias por partido.
En 1989, y ya con 33 años, fue traspasado a San Antonio Spurs, donde inició una gira por varios equipos hasta su retirada, 4 años después, jugando, además de en el equipo tejano, en los New York Knicks, Atlanta Hawks, y finalmente, en New Jersey Nets. En total fueron 15 temporadas como profesional, en las que promedió 11,1 puntos y 6,7 asistencias por partido.

### Entrenador
Tras unos años como entrenador asistente de los Sixers, firmó como entrenador principal de los Portland Trail Blazers a comienzos de la temporada 2001-2002, y allí permaneció durante 3 temporadas y media, hasta ser despedido en marzo de 2005. Llevó a los Blazers a los playoffs en sus dos primeras temporadas, aunque no lograron pasar de primera ronda en ninguna de ellas.
En mayo de ese mismo año firma con su equipo de toda la vida, los Sixers, donde en su primera temporada no logró clasificarse para las fases finales, y en esta segunda está luchando por la última plaza que da derecho a pelear por el anillo. En diciembre de 2008 fue destituido de su puesto. 
Trabajó como entrenador asistente en Oklahoma City Thunder desde 2009 hasta el verano de 2013. Más tarde fue el entrenador de los Detroit Pistons.
[actualizar]
El 31 de marzo de 2018 es incluido en la Basketball Hall of Fame de la NBA.
[actualizar]
El 14 de noviembre de 2020 es contratado por Chicago Bulls como asistente de Billy Donovan.
Tras cuatro temporadas en Chicago, el 13 de junio de 2024, se une al cuerpo técnico de Tom Thibodeau en New York Knicks,

## Estadísticas de su carrera en la NBA
|  | Campeones de la NBA |

### Temporada regular
| Año      | Equipo       | PJ   | PT  | MPP  | %TC  | %3P  | %TL   | RPP | APP | ROB | TPP | PPP  |
| -------- | ------------ | ---- | --- | ---- | ---- | ---- | ----- | --- | --- | --- | --- | ---- |
| 1978-79  | Philadelphia | 82   | –   | 29.4 | .510 | –    | .721  | 3.1 | 5.3 | 2.1 | .1  | 8.4  |
| 1979-80  | Philadelphia | 79   | –   | 33.2 | .540 | .444 | .779  | 3.5 | 7.0 | 2.3 | .4  | 11.4 |
| 1980-81  | Philadelphia | 81   | –   | 29.8 | .534 | .375 | .787  | 3.0 | 6.9 | 2.4 | .5  | 9.4  |
| 1981-82  | Philadelphia | 79   | 79  | 31.6 | .521 | .273 | .777  | 3.1 | 8.4 | 2.6 | .4  | 11.2 |
| 1982-83  | Philadelphia | 79   | 79  | 31.2 | .542 | .167 | .754  | 2.6 | 6.9 | 2.3 | .4  | 12.5 |
| 1983-84  | Philadelphia | 75   | 75  | 33.3 | .550 | .400 | .733  | 2.7 | 6.4 | 2.3 | .3  | 12.7 |
| 1984-85  | Philadelphia | 78   | 78  | 33.5 | .570 | .231 | .879  | 2.8 | 6.4 | 2.2 | .3  | 13.1 |
| 1985-86  | Philadelphia | 82   | 82  | 39.9 | .537 | .235 | .842  | 2.9 | 9.2 | 2.5 | .3  | 15.4 |
| 1986-87  | Philadelphia | 68   | 68  | 38.6 | .527 | .235 | .777  | 3.2 | 7.9 | 2.6 | .2  | 15.6 |
| 1987-88  | Philadelphia | 79   | 79  | 36.3 | .495 | .136 | .825  | 3.2 | 8.0 | 2.1 | .3  | 13.7 |
| 1988-89  | Philadelphia | 71   | 70  | 32.4 | .483 | .077 | .774  | 2.6 | 7.8 | 1.5 | .2  | 11.6 |
| 1989-90  | San Antonio  | 50   | 49  | 35.3 | .478 | .111 | .832  | 3.3 | 6.0 | 1.6 | .1  | 10.9 |
| 1989-90  | New York     | 31   | 13  | 24.3 | .579 | .429 | .877  | 2.4 | 4.9 | 1.4 | .2  | 7.9  |
| 1990-91  | New York     | 76   | 64  | 28.3 | .499 | .250 | .814  | 2.3 | 5.7 | 1.7 | .1  | 7.8  |
| 1991-92  | Atlanta      | 56   | 0   | 19.4 | .462 | .500 | .605  | 1.7 | 3.3 | 1.5 | .0  | 4.6  |
| 1992-93  | New Jersey   | 35   | 0   | 14.6 | .548 | .000 | .889  | 1.2 | 3.1 | .9  | .1  | 3.6  |
| Total    | Total        | 1101 | 736 | 31.6 | .523 | .255 | .793  | 2.8 | 6.7 | 2.1 | .3  | 11.1 |
| All-Star | All-Star     | 4    | 1   | 11.0 | .438 | –    | 1.000 | .8  | 1.0 | .8  | .0  | 4.0  |

### Playoffs
| Año   | Equipo       | PJ  | PT | MPP  | %TC  | %3P  | %TL  | RPP | APP  | ROB | TPP | PPP  |
| ----- | ------------ | --- | -- | ---- | ---- | ---- | ---- | --- | ---- | --- | --- | ---- |
| 1979  | Philadelphia | 9   | –  | 36.7 | .545 | –    | .661 | 3.9 | 7.0  | 4.1 | .4  | 18.8 |
| 1980  | Philadelphia | 18  | –  | 37.5 | .511 | .200 | .707 | 4.1 | 6.2  | 2.5 | .2  | 11.6 |
| 1981  | Philadelphia | 16  | –  | 32.1 | .544 | .000 | .762 | 3.2 | 7.3  | 2.5 | .8  | 10.5 |
| 1982  | Philadelphia | 21  | –  | 36.4 | .472 | .111 | .769 | 3.0 | 8.2  | 2.3 | .3  | 14.3 |
| 1983  | Philadelphia | 13  | –  | 37.2 | .503 | .500 | .703 | 3.0 | 7.0  | 2.0 | .2  | 16.3 |
| 1984  | Philadelphia | 5   | –  | 34.2 | .522 | .000 | .867 | 2.4 | 3.8  | 2.6 | .0  | 16.6 |
| 1985  | Philadelphia | 13  | 13 | 37.2 | .529 | .000 | .857 | 3.5 | 5.2  | 2.4 | .4  | 15.2 |
| 1986  | Philadelphia | 12  | 12 | 43.3 | .516 | .000 | .849 | 4.7 | 7.1  | 1.1 | .3  | 20.8 |
| 1987  | Philadelphia | 5   | 5  | 42.0 | .530 | .000 | .857 | 2.6 | 8.8  | 1.8 | .8  | 17.6 |
| 1989  | Philadelphia | 3   | 3  | 42.7 | .512 | .000 | .846 | 3.7 | 13.0 | 2.3 | .3  | 17.7 |
| 1990  | New York     | 10  | 10 | 38.8 | .481 | .000 | .903 | 3.9 | 8.5  | 1.7 | .2  | 12.8 |
| 1991  | New York     | 3   | 3  | 33.7 | .609 | .333 | .500 | 3.0 | 5.3  | 1.0 | .3  | 10.0 |
| 1993  | New Jersey   | 5   | 0  | 16.4 | .478 | –    | .000 | 1.2 | 2.8  | 1.2 | .2  | 4.4  |
| Total | Total        | 133 | 46 | 36.5 | .512 | .098 | .777 | 3.4 | 6.9  | 2.2 | .3  | 14.4 |

## Logros y reconocimientos
- Campeón de la NBA en 1983.
- Elegido en 4 ocasiones para participar en el All-Star Game de la NBA.
- Elegido en 4 ocasiones en el mejor quinteto defensivo de la liga.
- En el momento de su retirada, era el quinto jugador que más balones ha robado y el décimo que más asistencias ha repartido en la historia de la liga.
- Incluido en el Basketball Hall of Fame (clase del 2018)

## Estadísticas como entrenador
| Equipo       | Temp.   | P   | G   | P   | %G-P | Clasificación   | PPO | GPO | PPO | %G-P | Resultado               |
| ------------ | ------- | --- | --- | --- | ---- | --------------- | --- | --- | --- | ---- | ----------------------- |
| Portland     | 2001-02 | 82  | 49  | 33  | .598 | 3.º en Pacific  | 3   | 0   | 3   | .000 | Pierde en Primera ronda |
| Portland     | 2002-03 | 82  | 50  | 32  | .610 | 3.º en Pacific  | 7   | 3   | 4   | .429 | Pierde en Primera ronda |
| Portland     | 2003-04 | 82  | 41  | 41  | .500 | 3.º en Pacific  | —   | —   | —   | —    | No Playoffs             |
| Portland     | 2004-05 | 55  | 22  | 33  | .400 | (despedido)     | —   | —   | —   | —    | —                       |
| Philadelphia | 2005-06 | 82  | 38  | 44  | .463 | 2.º en Atlantic | —   | —   | —   | —    | No Playoffs             |
| Philadelphia | 2006-07 | 82  | 35  | 47  | .427 | 3.º en Atlantic | —   | —   | —   | —    | No Playoffs             |
| Philadelphia | 2007-08 | 82  | 40  | 42  | .488 | 3.º en Atlantic | 6   | 2   | 4   | .333 | Pierde en Primera ronda |
| Philadelphia | 2008-09 | 23  | 9   | 14  | .391 | (despedido)     | —   | —   | —   | —    | —                       |
| Detroit      | 2013-14 | 50  | 21  | 29  | .420 | (despedido)     | —   | —   | —   | —    | —                       |
| Total        |         | 620 | 305 | 315 | .492 |                 | 16  | 5   | 11  | .313 |                         |